# Древесная трясогузка
Древесная трясогузка (лат. Dendronanthus indicus) — вид птиц из семейства трясогузковых (Motacillidae). Имеет характерное оперение, что отличает её от других трясогузок, и привычку вилять хвостом в стороны, в отличие от обычных для других трясогузковых движений вверх и вниз. Это единственный вид трясогузок, строящий гнезда на деревьях. Предпочитает гнездиться в дубняках и смешанных лиственных лесах Дальнего Востока, юго-восточных провинциях Китая, Индостана и Зондских островов.

## Галерея
- Джон Гульд «Птицы Азии»
- Яйцо древесной трясогузки